# Tênis de mesa paralímpico
O tênis de mesa paralímpico é destinado a atletas com deficiência física ou intelectual, de ambos os gêneros, em disputas individuais ou em equipes. Pode ser praticado de pé ou de cadeira de rodas. Todas as regras são iguais ao tênis de mesa, inclusive a regra de saque para cadeirantes consta no Manual da Modalidade, escrito pela ITTF, item 2.9.1.5:
"O rally será um let (quando o jogo é interrompido após o saque, sem pontuação para nenhum dos atletas) se o recebedor está em uma cadeira de rodas devido a uma deficiência física e desde que o serviço esteja correto:
- após tocar a mesa do adversário a bola volte em direção à rede;
- a bola pare sobre a mesa do adversário
- em partidas individuais saia da área de jogo do recebedor depois de tocá-la por qualquer uma de suas laterais."

O tênis de mesa paralímpico é dividido em 11 classes, sendo as classes 01 a 05 para atletas em cadeira de rodas, 6 a 10 para atletas andantes, e a classe 11 para atletas com deficiência intelectual. 
Quanto menor a categoria, maior o grau de comprometimento físico do atleta, ou seja, Classe 1 Cadeirante, tem maiores impedimentos físicos do que a Classe 5.
Regras do Tenis de mesa: